# Tuburan (Cebu)
Pour les articles homonymes, voir Tuburan.
Tuburan est une municipalité de la province de Cebu, au centre-ouest de l'île de Cebu, aux Philippines.

## Détails
La ville a été fondée en 1851 par Don Mariano Montebon, originaire de Sogod.
Elle est entourée des municipalités de Asturias (sud), Tabuelan (nord), Carmen-Catmon-Sogod (est) et du détroit de Tañon (ouest).
Elle est administrativement constituée de 54 barangays (quartiers/districts/villages) :
- Alegria
- Amatugan
- Antipolo
- Apalan
- Bagasawe
- Bakyawan
- Bangkito
- Bulwang
- Kabangkalan
- Kalangahan
- Kamansi
- Kan-an
- Kanlunsing
- Kansi
- Caridad
- Carmelo
- Cogon
- Colonia
- Daan Lungsod
- Fortaliza
- Ga-ang
- Gimama-a
- Jagbuaya
- Kabkaban
- Kagba-o
- Kampoot
- Kaorasan
- Libo
- Lusong
- Macupa
- Mag-alwa
- Mag-antoy
- Mag-atubang
- Maghan-ay
- Mangga
- Marmol
- Molobolo
- Montealegre
- Putat
- San Juan
- Sandayong
- Santo Niño
- Siotes
- Sumon
- Tominjao
- Tomugpa
- Barangay I (Pob.)
- Barangay II (Pob.)
- Barangay III (Pob.)
- Barangay IV (Pob.)
- Barangay V (Pob.)
- Barangay VI (Pob.)
- Barangay VII (Pob.)
- Barangay VIII (Pob.)

Sa population en 2019 est d'environ 65 000 habitants.
Le général Arcadio Maxilom y Molero, héros de la révolution philippine (1896-1898) en est originaire.